# 四国電力送配電
四国電力送配電株式会社（しこくでんりょくそうはいでん）は、香川県高松市に本社を置き、四国4県の大部分（四国エリア）を供給区域とする一般送配電事業者である。四国電力の100%子会社。略称に四電送配電、四国送配電、YONDEN T&Dがある。

## 概要
当社は、送電線、変電所、配電線などを維持・運用し、発電事業者や小売電気事業者のような事業者を相手に送配電サービスを提供する会社である。電気事業法の大改正（電力システム改革）によって、2020年（令和2年）4月、一般送配電事業の中立性の確保のため、一般送配電事業者が発電事業や小売電気事業を兼営することが原則、禁止された（法的分離）。このため、四国電力は、自社の一般送配電事業を子会社である当社に移管した。

## 事業内容

四国電力送配電は一般送配電事業者として、発電事業者から引き取った電気を四国地方の需要家まで送り届け、発電事業者・小売電気事業者から託送料金を徴収する。

当社は、経済産業省から許可を受け、四国エリア（下記）を供給区域（供給エリア）として一般送配電事業を営む。
- 送配電網の維持　四国エリアの3千km超の送電線、2百箇所超の変電所、4万5千km超の配電線などを維持する。発電事業者や小売電気事業者から接続申込みがあれば、引込線、電力量計などを設置し、発電設備や需要家の負荷設備を送配電網に接続する。事故・災害時は、故障箇所を特定し、復旧する。
- 系統運用　四国エリアの電力系統（発電所と送配電網）の周波数・電圧を維持し、電気の安定供給を確保するため、発電・送電・電力需要の状況を監視し、電力の発生や流通を制御する。
- 託送供給　託送契約者のために、ある地点で送配電網に電気を受け入れると同時に、別の地点で送配電網から電気を供給し、対価として託送料金を徴収する。要すれば電気の宅配サービスである。託送契約者は主に小売電気事業者であり、発電所で発生した電気を需要家（小売電気事業者の顧客）が電気を使用する地点まで送るために託送供給を利用する。
- 最終保障供給　小売電気事業者から電気の供給を受けることができない供給区域内の需要家（特別高圧・高圧の需要家に限る）に対し電気を販売・供給する。

また、四国エリアの再生可能エネルギー発電設備のうち、固定価格買取制度の認定を受けたものから、一定期間、電気を固定価格で買い取る。買い取った電気は、自社で使用する分以外は、希望する小売電気事業者に卸供給する。

### 供給区域
四国4県（香川県、愛媛県、徳島県、高知県）のうち、以下を除く地域（面積18,451 km2）。 
- 愛媛県
  - 新居浜市別子山 - 住友共同電力による供給
  - 今治市の一部（伯方町・上浦町・大三島町・宮窪町・吉海町・関前）、越智郡上島町
- 香川県
  - 小豆郡（土庄町・小豆島町）、香川郡直島町

新居浜市別子山以外の各地は中国電力ネットワークの供給区域。

## 事業所
高松市に本社を置き、供給エリア内各県に1～3箇所の支社を置く。支社の下に事業所を置く。
| 支社名称   | 支社所在地 | 支社所在地 | 事業所・サービスセンター     |
| ---------- | ---------- | ---------- | ---------------------------- |
| 高松支社   | 香川県     | 高松市     | 東かがわ・観音寺・丸亀・坂出 |
| 松山支社   | 愛媛県     | 松山市     | 伊予・久万・今治             |
| 宇和島支社 | 愛媛県     | 宇和島市   | 城辺・八幡浜・宇和・大洲     |
| 新居浜支社 | 愛媛県     | 新居浜市   | 西条・四国中央               |
| 徳島支社   | 徳島県     | 徳島市     | 鴨島・阿南・牟岐             |
| 池田支社   | 徳島県     | 三好市     | 脇町                         |
| 高知支社   | 高知県     | 高知市     | 田井・安芸・室戸・山田       |
| 中村支社   | 高知県     | 中村市     | 窪川・宿毛・清水・須崎       |

## 設備

### 設備の概要
四国電力送配電の2020年（令和2年）4月時点の送配電設備の概要は、以下のとおりである。
- 送電設備　送電線亘長3,391 km
- 変電設備　変電所240箇所
- 配電設備　配電線亘長46,125 km

四国エリアの電力系統の標準周波数は、60 Hz、電圧階級は、500 kV、187 kV、66 kV、22 kV以下である。500 kV、187 kVは、基幹系統の標準電圧で、大容量電源や重要負荷点を連系する場合に採用する。66 kVは、二次系統の標準電圧で、電源線、連絡線、負荷線に採用する。110 kV、33 kVは、一部に使用し、機会があれば66 kVに統一する。
500 kV送電線は、愛媛県と徳島県から香川県まで伸び、全体として四国を縦貫する。愛媛県からのルートは、伊方発電所（愛媛県西宇和郡伊方町）→四国中央西幹線（亘長72.48 km）→川内変電所（愛媛県東温市）→四国中央中幹線（亘長50.05 km）→東予変電所（愛媛県四国中央市）→四国中央東幹線（亘長62.64 km）→讃岐変電所（香川県綾歌郡綾川町）である。徳島県からのルートは、橘湾発電所（徳島県阿南市）→橘湾火力線→阿南変換所（徳島県阿南市）→南阿波幹線（亘長36.67 km）→阿波変電所（徳島県名西郡神山町）→阿波幹線（亘長52.08 km）→讃岐変電所である。

### 関西四国間連系設備

阿南紀北直流幹線（本文参照）の阿南変換所と由良開閉所との間は、紀伊水道の海底に敷設された海底ケーブルである。

四国電力送配電の阿南変換所（徳島県阿南市）と関西電力送配電の紀北変換所（和歌山県伊都郡かつらぎ町）との間は、阿南紀北直流幹線で結ばれている。この送電線は、双極1回線±250 kVの直流送電線で、亘長は99.8 kmである。うち阿南変換所と関西電力送配電の由良開閉所（和歌山県日高郡由良町）との間が48.9 kmの海底ケーブルである。阿南紀北直流幹線は、関西電力送配電が保守・運用する。阿南変換所、阿南紀北直流幹線、紀北変換所の持分の1/4は、電源開発送変電ネットワークにある。
以上の設備（紀伊水道直流連系設備）により、四国エリアと関西エリアとの間で、1,400 MW（140万kW）の電力を融通することができる。

### 鳴門淡路線

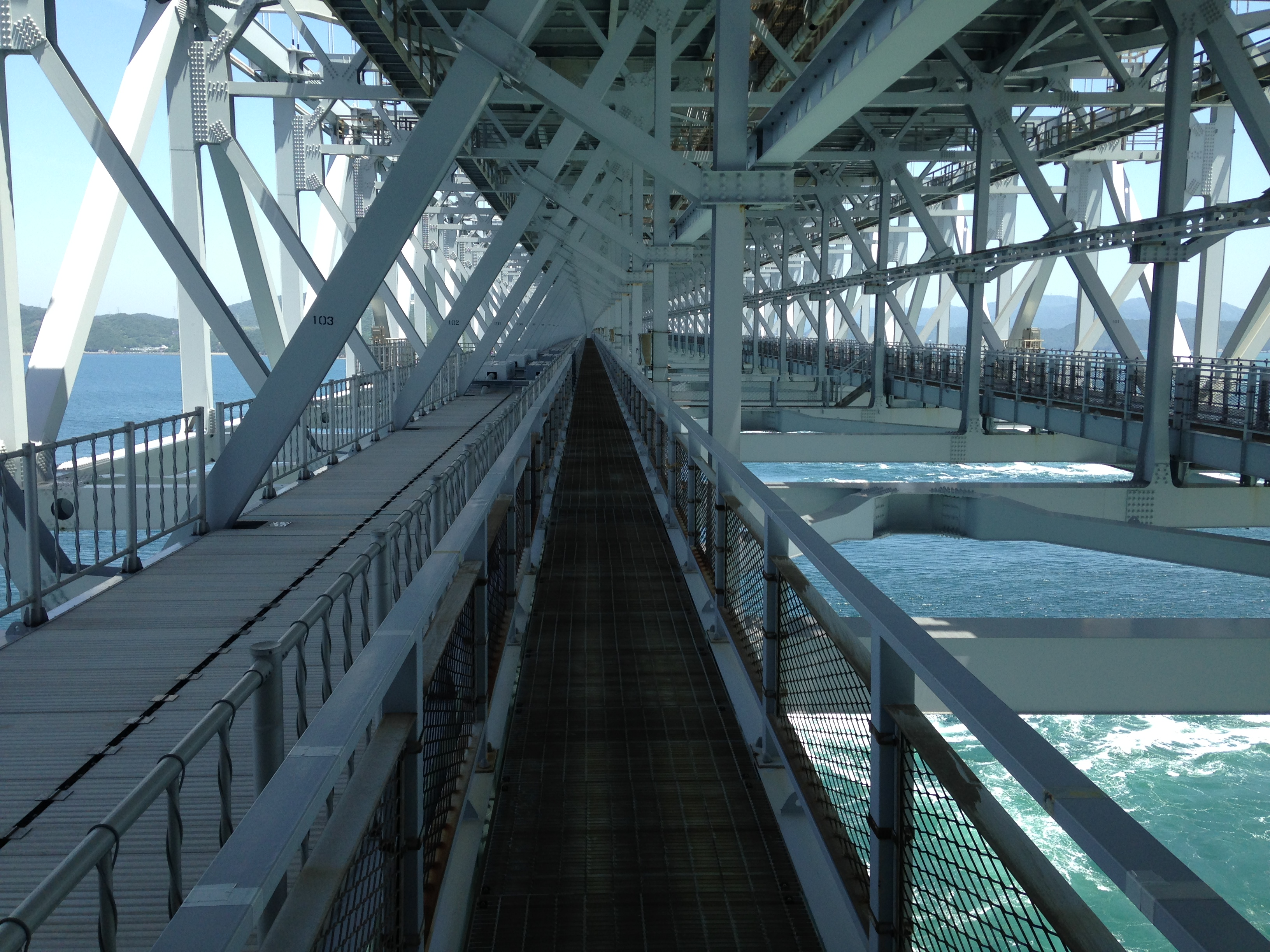
大鳴門橋の車道の直下。正面の通路の左側に見えるのが、ケーブルトラフの蓋である。淡路鳴門線（本文参照）のケーブルは、このケーブルトラフの中に設置されている（参考：関西電力送配電公式サイト）。

関西電力送配電の187 kV鳴門淡路線もまた、四国エリアと関西エリアとを結ぶ送電線である。四国電力送配電の鳴門変電所（徳島県鳴門市）と関西電力送配電の西淡変電所（兵庫県南あわじ市）とを結び、関西エリアに属する淡路島に電気を供給する。鳴門海峡を横断する区間は、大鳴門橋にケーブルが添架されている。なお、明石海峡大橋には、関西電力送配電の7.7 kV明石海峡横断線のケーブルが添架されており、淡路島北部の電気は、本州から供給されている。
大鳴門橋に鳴門淡路線のケーブルを添架する前は、鳴門海峡を横断する架空送電線があった。

### 中国四国間連系線
四国エリアと中国エリアとは、電源開発送変電ネットワークが所有する本四連系線で連系する。本四連系線は、四国電力送配電の讃岐変電所（香川県綾歌郡綾川町）と中国電力ネットワークの東岡山変電所（岡山県赤磐市）とを結ぶ500 kV2回線の送電線で、亘長は127.0 kmである。瀬戸大橋に添架したOFケーブルで瀬戸内海を横断する。
中国四国間の連系は、大正時代から構想されていたが、1962年（昭和37年）10月に運転を開始した電源開発の中四幹線で初めて実現した。中四幹線は、電源開発伊予変電所（愛媛県西条市）と中国電力広島変電所（広島市）との間の125 kmにわたる220 kV送電線であった。瀬戸内海横断部分は、愛媛県今治市波止浜から芸予諸島を経て広島県竹原市忠海に上陸するルートで（大三島まではしまなみ海道と同様のルート）、全て架空線であった。中でも、大久野島と忠海との間は、径間2,357 mの架空線であり、両側の鉄塔の高さは、避雷針を含め226 mという日本の送電用鉄塔では前例のないものであった。2000年（平成12年）に本四連系線2回線が完成したため、中四幹線は廃止された。

## 沿革
2013年（平成25年）4月、第2次安倍内閣は、「電力システムに関する改革方針」を閣議決定した。内閣は、この方針のもと、2013年（平成25年）から2015年（平成28年）にかけ、電気事業法の大幅な改正案を3回に分けて国会に提出し、改正案は全て成立した。電力システム改革である。
第2弾の改正により、2016年（平成28年）4月、電気事業者の類型が整理され、一般電気事業者という類型が廃止された。従来、一般電気事業者として四国で発電・送配電・小売の全てを手掛けてきた四国電力は、改正電気事業法では、発電事業者 兼 一般送配電事業者 兼 小売電気事業者と位置付けられた。一般送配電事業は許可制として、四国電力が四国の送配電網をほぼ独占することになった。
発電と小売の分野で様々な事業者が公平な条件で健全な競争を行うためには、実質的に地域独占の一般送配電事業者が全ての発電事業者・小売電気事業者に対して中立の立場で公平に送配電サービスを提供することが必要である。一般送配電事業者による発電事業や小売電気事業の兼営は、一般送配電事業の中立性の確保を難しくするため、第3弾の改正で、これを禁止することになった（法的分離）。
このため、旧一般電気事業者各社は、一般送配電事業を子会社に移管するなど、第3弾改正の施行に対応する必要に迫られた。四国電力では、法的分離に備えるため、2018年（平成30年）4月、社内に送配電カンパニーを設置した。そして、送配電カンパニーの事業の移管先として、2019年（平成31年）4月1日、四国電力送配電株式会社が設立された。
同月、四国電力と四国電力送配電との間で、吸収分割契約が結ばれた。6月、四国電力の株主総会でこの契約が承認された。そして、2020年（令和2年）4月、四国電力から四国電力送配電に送配電カンパニーの事業が移管された。